# Lupo de Sens
Lupo (Orleans, c. 573-Brienon-sur-Armançon, c. 623) fue un clérigo francés, obispo de Sens.
Su declaración ya es conmemorada por los martirólogos geronimiano y de Wandelbert en el siglo IX.

## Hagiografía
Se cree tradicionalmente que era el decimonoveno obispo de Sens: su predecesor, Artemio, asistió al concilio de Mâcon en 585;  Mederio, su sucesor, participó en el concilio de Clichy en 627. Lupo está atestiguado en el Concilio de París el 10 de octubre de 614.
Según una "Vita", fechada entre finales de los siglos VIII y IX, Lupo era hijo de los nobles Bettone y Austregilda de Orleans, que vivían a orillas del Loira, y sus tíos maternos eran Austrenio, obispo de Orleans, y Aunacario, obispo de Auxerre. Fue elegido sucesor de Artemio, obispo de Sens, y se distinguió por su vida penitente y sus obras de piedad.
El malestar político debido a los enfrentamientos entre los distintos reyes merovingios, fue exiliado a una aldea en Bresle, donde se dedicó a la evangelización de Vimeu. Fue llamado a Sens por Clotario II, quien suplicó su perdón e hizo donaciones a su Iglesia.
Uno de los milagros más famosos que se le atribuye es el de la gema preciosa que descendió del cielo al cáliz que sostenía mientras celebraba la misa en Ordon.
Quizás murió en Brienon-sur-Armançon y su cuerpo fue trasladado a Sens.

## Veneración
El 23 de julio de 853, el arzobispo Gaunilone hizo trasladar sus reliquias a la basílica conocida más tarde como Santos Colomba y Lupo.
Fue considerado el santo patrón de los epilépticos.
Los prioratos de Saint-Loup-de-Naud y Saint-Leu-d'Esserent llevan su nombre; la iglesia parisina de Saint-Leu-Saint-Gilles, fundada en 1235, está dedicada a su culto y a San Egidio, conmemorado a Lupo el 1 de septiembre.
La declaración de San Lupo se registra el 1 de septiembre en algunos manuscritos del Martirologio geronimiano y, en la misma fecha, en el Martirologio de Wandelbert de Prüm, que data de 848.
Su elogio se puede leer en el Martirologio Romano el 1 de septiembre.